# ناحیه تسگلد
ناحیهٔ تسگلد (به مجاری: Ceglédi járás) یک ناحیه در مجارستان است که در پِشت واقع شده‌است. ناحیهٔ تسگلد ۸۸۶٫۳۰ کیلومتر مربع مساحت و ۸۸٬۹۵۲ نفر جمعیت دارد.